# Гримстед, Патриция
Патриция Кеннеди Гримстед (родилась в 1935 г.) — американский историк-славист, специализирующийся на изъятых и перемещённых ценностях во время и после Второй мировой войны. Она является ведущим специалистом по архивам в бывшем Советском Союзе и его государствах-преемниках.
П. Гримстед — научный сотрудник гарвардского Центра Дэвиса по исследованиям России и Евразии, старший научный сотрудник Украинского научного института Гарвардского университета, а также почетный научный сотрудник Международного института социальной истории в Амстердаме Ее книги были названы «лучшим путеводителем» по архивам бывшего Советского Союза..
Её текущий проект — «Обновленный и расширенный путеводитель по архивам айнзацштаба рейхсляйтера Розенберга и судьба его поисков», обновленное онлайн-издание, спонсируемое Конференцией по материальным претензиям евреев против Германии (Клеймс Конференс), проектом ERR и Международного института социальной истории (Амстердам).
Гримстед преподавала в нескольких университетах, включая Американский университет и Университет Мэриленда. Она является ведущим западным авторитетом по архивам Российской Федерации, Украины и других бывших советских республик. Она была удостоена множества стипендий и наград, являлась научным сотрудником Центра перспективных исследований Холокоста Мемориального музея Холокоста в США (2000—2001 гг.), а в 2002 году получила награду за выдающийся вклад в славистику от Американской ассоциации содействия развитию науки за вклад в славяноведение.

## Образование
Окончила Калифорнийский университет — Беркли, Калифорния, в 1959 году. Доктор наук по истории России (1964). Иностранные языки — русский, французский.

## Избранные работы
Гримстед является автором нескольких исторических монографий, документальных публикаций, а также ряда справочников и многих других исследований по архивам советского региона, включая обширные архивы России. Имеет 184 работы в 543 изданиях на 5 языках и 4579 единицы хранения в библиотечных фондах всего мира.
- The Foreign Ministers of Alexander I: Political Attitudes and the Conduct of Russian Diplomacy, 1801—1825. University of California Press (1969)
- Archives and Manuscript Repositories in the USSR: Moscow and Leningrad. Princeton University Press (1972)
- The «Lithuanian Metrica» in Moscow and Warsaw: Reconstructing the Archives of the Grand Duchy of Lithuania: Including an Annotated Edition of the 1887 Inventory Compiled by Stanisław Ptaszycki. Institute of History of the Polish Academy of Sciences (1984)
- A Handbook for Archival Research in the USSR. International Research and Exchanges Board (1989)
- Crimsted, К. Patricia. The Odyssey of the Smolensk Archive. Plundered Communist Records for the Service of Anti-Communism, The Carl Beck Papers in Russian and East European Studies, 1201, University of Pittsburg, 1995[10].
- Archives of Russia: A Directory and Bibliographic Guide to Holdings in Moscow and St. Petersburg. M.E. Sharpe (2000)
- Trophies of War and Empire: The Archival Heritage of Ukraine, World War II, and the International Politics of Restitution (2001)
- «Spoils of War Returned: U.S. Restitution of Nazi-Looted Cultural Treasures to the USSR, 1945—1959», Prologue, Fall 2002, Vol. 34, No. 3
- Returned from Russia: Nazi Archival Plunder in Western Europe and Recent Restitution Issues. Institute of Art and Law (2007), Paper edition with an updated «Afterword — 2013,» (Fall 2013)[3].
- "Spoils of War v. Cultural Heritage: The Russian Cultural Property Law in Historical Context, " editor and major contributor, International Journal of Cultural Property 17, no. 2 (2010)[3].
- Reconstructing the Record of Nazi Cultural Plunder:A Survey of the Dispersed Archives of the Einsatzstab Reichsleiter Rosenberg (ERR) (International Institute for Social History, 2011)[3].
- «ArcheoBiblioBase» — Internet directory and bibliography of Russian archives, in conjunction with the State Public Historical Library (Moscow) and the International Institute of Social History (Amsterdam)[3].

## Исследование «Смоленского архива»
Патриция Гримстед много лет изучала путь коллекции документов из так называемого «Смоленского архива», попавших в США. Она документально подтвердила, что сохранившуюся от эвакуации и уничтожения часть Смоленского партийного архива (около 4-х товарных железнодорожных вагонов документов) немцы вывезли из Смоленска в январе — апреле 1943 года в Вильнюс. Затем весной 1944 года груз был переправлен в Польшу (г. Ратибор, 25 км к западу от Освенцима, где находился немецкий исследовательский центр). Здесь его и обнаружили советские войска и вскоре он был возвращен в Смоленск. «Однако были ли среди этих документов, одиссею которых детально прослеживает Гримстед, материалы так называемого „Смоленского архива“, неизвестно. Хотя сама автор „Одиссеи“ не имеет на этот счет никакого сомнения», — отмечает российский исследователь Евгений Кодин.
Часть документов в феврале 1945 г. была отбита у противника советскими военнослужащими 4-го Украинского фронта в районе железнодорожной станции Пщина к юго-западу от польского г. Освенцим. Работники политуправления фронта провели проверку документов, выявив архивные материалы Смоленского обкома, Западного и Смоленского обкомов ВКП(б), 27 городских и районных комитетов за период с 1918 по 1941 гг. и другие. 15 марта Г. М. Маленкову доложили, что «весь архив связан в пачки и упакован в большие мешки, для перевозки которых потребуется 3 железнодорожных товарных вагона».
Однако часть документов в 1945 году в Баварии попала в распоряжение ВВС США при так и не выясненных обстоятельствах. Вскоре о документах стало известно Управлению стратегических служб США (предшественнику ЦРУ). После этого документы были спрятаны в подземном ангаре в расположении американской авиационной части. В 1947 году этот архив был отправлен в Вашингтон, в Национальный архив США, где при содействии Американской исторической ассоциации документация была перенесена на микрофильмы.
По материалам розыска коллекции «Смоленского архива» Гримстед написала книгу «Одиссея Смоленского архива» (1995).